# Associazione Calcio Femminile Milan 1995-1996
Questa voce raccoglie le informazioni riguardanti la Associazione Calcio Femminile Milan nelle competizioni ufficiali della stagione 1995-1996.

## Rosa
Rosa aggiornata all'inizio della stagione.
| N. |                   | Ruolo | Calciatrice        |
| -- | ----------------- | ----- | ------------------ |
|    | Italia (bandiera) | C     | Maura Carbone      |
|    | Italia (bandiera) | D     | Alessia Carinelli  |
|    | Italia (bandiera) | A     | Patrizia Fichera   |
|    | Italia (bandiera) | C     | Michela Ghirardi   |
|    | Italia (bandiera) | C     | Sara Grassi        |
|    | Italia (bandiera) | C     | Debora Margutti    |
|    | Italia (bandiera) | C     | Adriana Miravalle  |
|    | Italia (bandiera) | C     | Cristina Murelli   |
|    | Italia (bandiera) | C     | Gabriella Olivieri |
|    | Italia (bandiera) | D     | Ivana Riboldi      |

| N. |                   | Ruolo | Calciatrice          |
| -- | ----------------- | ----- | -------------------- |
|    | Italia (bandiera) | C     | Marina Righini       |
|    | Italia (bandiera) | P     | Eva Russo            |
|    | Italia (bandiera) | C     | Debora Solito        |
|    | Italia (bandiera) | A     | Federica Tamagnini   |
|    | Italia (bandiera) | P     | Paola Uberti         |
|    | Italia (bandiera) | D     | Annarita Vantaggiato |
|    | Italia (bandiera) | A     | Adele Violi          |
|    | Italia (bandiera) | D     | Paola Zanni          |
|    | Italia (bandiera) | D     | Debora Zonca         |